# Camí del Collet de les Termes
El Camí del Collet de les Termes és una pista rural del terme municipal de Sant Quirze Safaja, a la comarca del Moianès.
Arrenca de la carretera C-59, en el seu punt quilomètric 26,375, poc abans de la cruïlla nova que mena aEl Pla del Badó, els Pinars del Badó i la masia de Poses, des d'on surt cap a migdia. Passa pel Cucut, al nord de la masia del Maset i del Serrat del Maset, va a buscar els Camps de l'Escaiola, passa pel nord del Rost de les Pinasses i, pel nord del Serrat de l'Escaiola, mena al Collet de les Termes en quasi dos quilòmetres de recorregut.